# Opisthodon
Opisthodon là một chi động vật lưỡng cư trong họ Limnodynastidae, thuộc bộ Anura. Chi này có 2 loài và không bị đe dọa tuyệt chủng.

## Hình ảnh

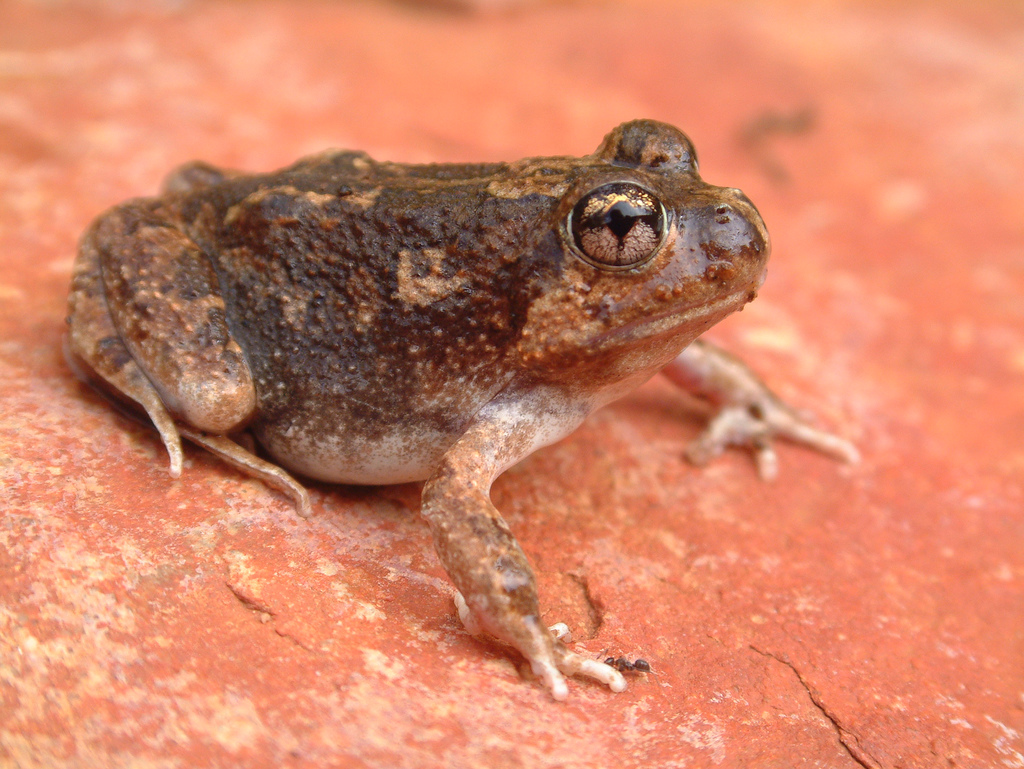

## Các loài
- Opisthodon ornatus (Gray, 1842)
- Opisthodon spenceri (Parker, 1940)